# Seznam urugvajskih tenisačev
Seznam urugvajskih tenisačev.

## B
- Ariel Behar
- Fiorella Bonicelli

## C
- Estefanía Craciún
- Pablo Cuevas

## D
- José Luis Damiani

## F
- Marcel Felder
- Marcelo Filippini

## P
- Diego Pérez